# 焼田党
焼田 党（やきた あきら、1952年 - ）は、日本の経済学者。南山大学教授。日本応用経済学会会長。専門は、マクロ経済学・公共経済学。

## 略歴
富山県出身。1975年上智大学経済学部卒業、1977年名古屋大学大学院経済学研究科修士課程修了、1993年「公共支出、税およびインフレーション 世代重複モデルによる分析」で名古屋大学経済学博士。名古屋大学経済学部助手、福岡大学経済学部助教授、三重大学人文学部教授、中京大学経済学部教授、筑波大学システム情報工学研究科教授、2009年名古屋市立大学経済学研究科教授。2014-16年経済学研究科長。2016年南山大学経済学部教授。2020年日本応用経済学会会長。

## 共編著
- 『公共経済学研究 3』白井正敏,釜田公良共編著 勁草書房 中京大学経済学部付属経済研究所研究叢書 2001
- 『ベーシック応用経済学』福重元嗣,細江守紀,薮田雅弘共編 勁草書房 応用経済学シリーズ 2015

## 論文
- Okuno and Yakita (1981), "Public investment and income distribution: a note," Quarterly Journal of Economics, 96, 171-176.
- Yakita (1989), "The optimal rate of inflation and taxation," Journal of Public Economics, 38, 369-385.
- Yakita (2008), "Sustainability of public debt, public capital formation, and endogenous growth in an overlapping generations setting," Journal of Public Economics, 92, 897-914.
- Hirazawa, Saito, Yakita (2011), "Effects of international sharing of pollution abatement burdens on income inequality among countries," Journal of Economic Dynamics and Control, 35, 1615–1625.

## 受賞
- クズネッツ賞：Hirazawa and Yakita (2009), "Fertility, child care outside the home, and pay-as-you-go social security," Journal of Population Economics, 22, 565-583に対して。